# Claudia Caviezel
Pour les articles homonymes, voir Caviezel.
Claudia Caviezel, née en 1977 à Zoug, est une artiste et designer textile suisse.

## Biographie

### Origines et famille
Claudia Caviezel naît en 1977 à Zoug, où elle passe son enfance.
Elle a un frère, Aldo Caviezel, directeur de l'Office de la culture à Zoug.

### Études
Après avoir obtenu sa maturité gymnasiale, elle étudie le design textile à la Haute École d'Art de Lucerne dont elle est diplômée en 2002. Son travail de diplôme Tape It obtient le Lucky Strike Junior Designer Award, doté de 30 000 francs suisses,. En 2009, elle obtient un Master of Arts en design de l'Institut européen de design à Madrid.

### Carrière professionnelle
Après ses études, elle travaille de 2004 à 2008 comme designer pour Jakob Schläpfer, un producteur de textiles destinés à la haute couture,. En 2009, elle passe une année à Madrid pour ses études Master. De retour en Suisse, elle travaille comme designer indépendante dans le canton d'Argovie. Dès février 2011, elle est engagée par la maison de mode saint-galloise Akris (de), en tant que responsable du développement de tissus.
Elle réalise également des projets indépendants, qu'il s'agisse d'œuvres murales, de tapisseries, de tapis ou de mobilier. Elle a réalisé plusieurs créations pour l'Atelier Pfister (de),, notamment la série de tapis Surava.
Elle est connue pour ses grandes fresques murales, notamment celles conçues pour la House of Switzerland dans le cadre de l'Expo 2017 à Astana (Kazakhstan),.
Elle est lauréate d'un Prix fédéral de design en 2003, 2007 et 2010 et du Grand prix suisse de design en 2016.
Elle est membre de la Commission fédérale du design de 2018 à 2021,.
En 2023, les différentes facettes de son travail sont présentées dans une exposition personnelle au Musée du design de Zurich, sous le titre Caleidoscope.

## Distinctions
- 2002 : Lucky Strike Junior Designer Award[5],[15]
- 2003 : Prix fédéral de design[4]
- 2003 : Lucky Strike Junior Designer Award[15]
- 2004 : Talents 2004, Salon international de l'artisanat, Munich[réf. nécessaire]
- 2007 : Prix fédéral de design[4]
- 2010 : Prix fédéral de design[4]
- 2010 : Faces of Design Talent Award (Faces of Design GmbH, Berlin)[réf. nécessaire]
- 2016 : Grand Prix suisse de design[4]

## Participation à des expositions
- 2011 : Peinture murale panoramique Diversity, Triennale internationale de design de Pékin, Chine[16].
- 2014 : Peinture murale textile Naturaleza, Westbund Art and Design Fair, Shanghai, Chine[4].
- 2015 : Deux fresques murales en textile imprimé (3 x 5 mètres), exposition 150 years of Swiss Design, Tokyo Opera City Art Gallery, Japon[17].
- 2016 : Tentures murales, exposition Der Textile Raum, Museum Bellerive, Zurich[18]
- 2016 : Art textile Patina, Indian Art Fair, New Delhi[19]
- 2016 : Art textile, Chamber Gallery, New York[réf. nécessaire]
- 2017 : Design de façade et projections lumineuses à l'intérieur, Swiss Pavillon Expo 2017 à Astana, Kazakhstan[11].
- 2023 : Caleidoscope, exposition personnelle au Musée du design de Zurich (31 août 2023 – 7 janvier 2024)[20].